# Gare de La Croix de Berny
La gare de La Croix de Berny est une gare ferroviaire française de la ligne de Sceaux, située dans la commune d'Antony (département des Hauts-de-Seine).
C'est une gare de la Régie autonome des transports parisiens (RATP) desservie par les trains de la ligne B du RER.

## Histoire
La gare doit son nom au carrefour du même nom qui la jouxte. Ce carrefour, qui date du XVIIIe siècle (ce nom  était déjà utilisé en 1720), est à l'intersection :
- de la route construite en 1549, reliant Paris à Orléans, et passant par Antony, sur le pont nouvellement construit dit Pont d'Antony. Au cours du XVIIe siècle, des maisons s'installent de part et d'autre de la route, au niveau de ce pont ;
- et de la route royale, tracée au XVIIIe siècle, qui mène de Versailles à Choisy-le-Roi, traverse Antony et croise la route d'Orléans à l'angle nord-ouest du parc du Château de Berny (construit entre 1630 et 1635, démoli au début du XIXe siècle).

La gare est nommée « halte de Berny » lors de son ouverture.
En juillet 2007, le Trans-Val-de-Marne est prolongé jusqu'à la Croix de Berny.
À la suite de l'arrivée du TVM et de la réalisation de 5 000 logements à Massy, le nombre de voyages a progressé de 860 000 par an à 2 600 000 entre 2006 et 2009.
En 2019, 3 161 602 voyageurs sont entrés à cette gare, ce qui la place en 35e position des gares de RER exploitées par la RATP pour sa fréquentation.
Alors que la gare est déjà saturée avec 11 000 voyageurs par jour, l'accueil en 2023 du terminus du tramway T10 rend nécessaire la rénovation complète de la gare, pour 20,5 millions d'euros, afin de faciliter les interconnexions, élargir les quais, et la rendre accessible aux personnes à mobilité réduite. Après une concertation organisée en 2014, les travaux, lancés en 2017, sont achevés en avril 2021. Un nouveau bâtiment voyageurs est créé sur l'actuel accès secondaire devenu ainsi le nouvel accès principal : il offre un accès direct au quai en direction de Paris par un escalier mécanique et un ascenseur, alors qu'un passage sous les voies remplace la passerelle pour mener à l'autre quai,,.

## Service des voyageurs

### Accueil
Une voie de garage est située le long du quai desservi par les trains à destination du sud de la ligne.

### Desserte
La gare est desservie par les trains de la ligne B du RER.

### Intermodalité
La gare est desservie par la ligne de tramway T10 (depuis le 24 juin 2023), par les lignes 396 et Tvm (depuis le 21 juillet 2007 pour cette dernière) du réseau de bus RATP et par la ligne 412 du réseau de bus de la Bièvre, par la ligne 14 du réseau de bus Vallée Sud Bus et, la nuit, par les lignes N14, N62 et N123 du réseau de bus Noctilien.

## À proximité
- Parc de Sceaux
- Résidence universitaire Jean-Zay
- Sous-préfecture des Hauts-de-Seine à Antony
- Centre pénitentiaire de Fresnes

## Galerie de photographies

### Avant rénovation

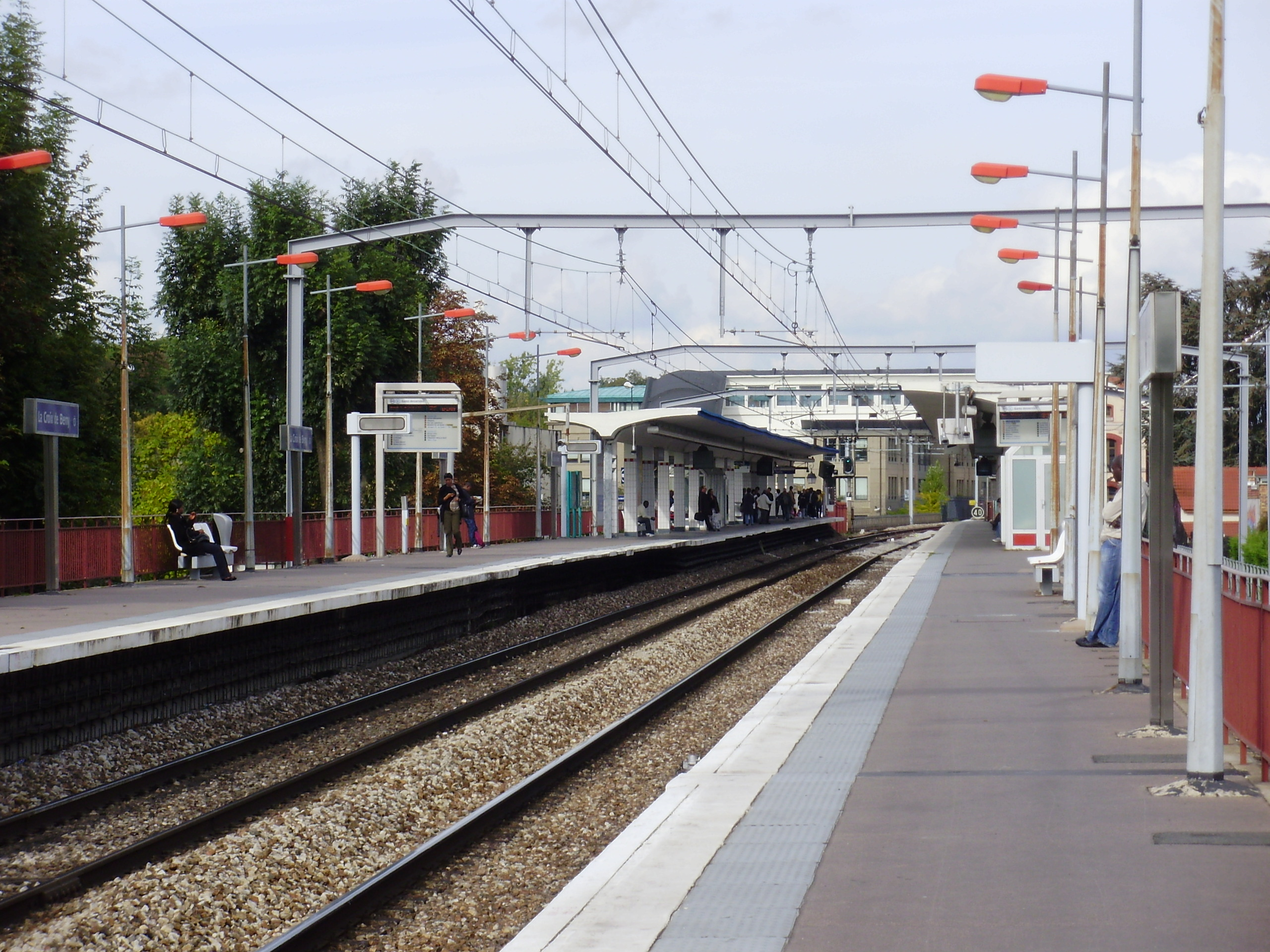
Vue en direction d'Aéroport CDG 2/Mitry - Claye depuis le sud du quai pour Saint-Rémy-lès-Chevreuse.
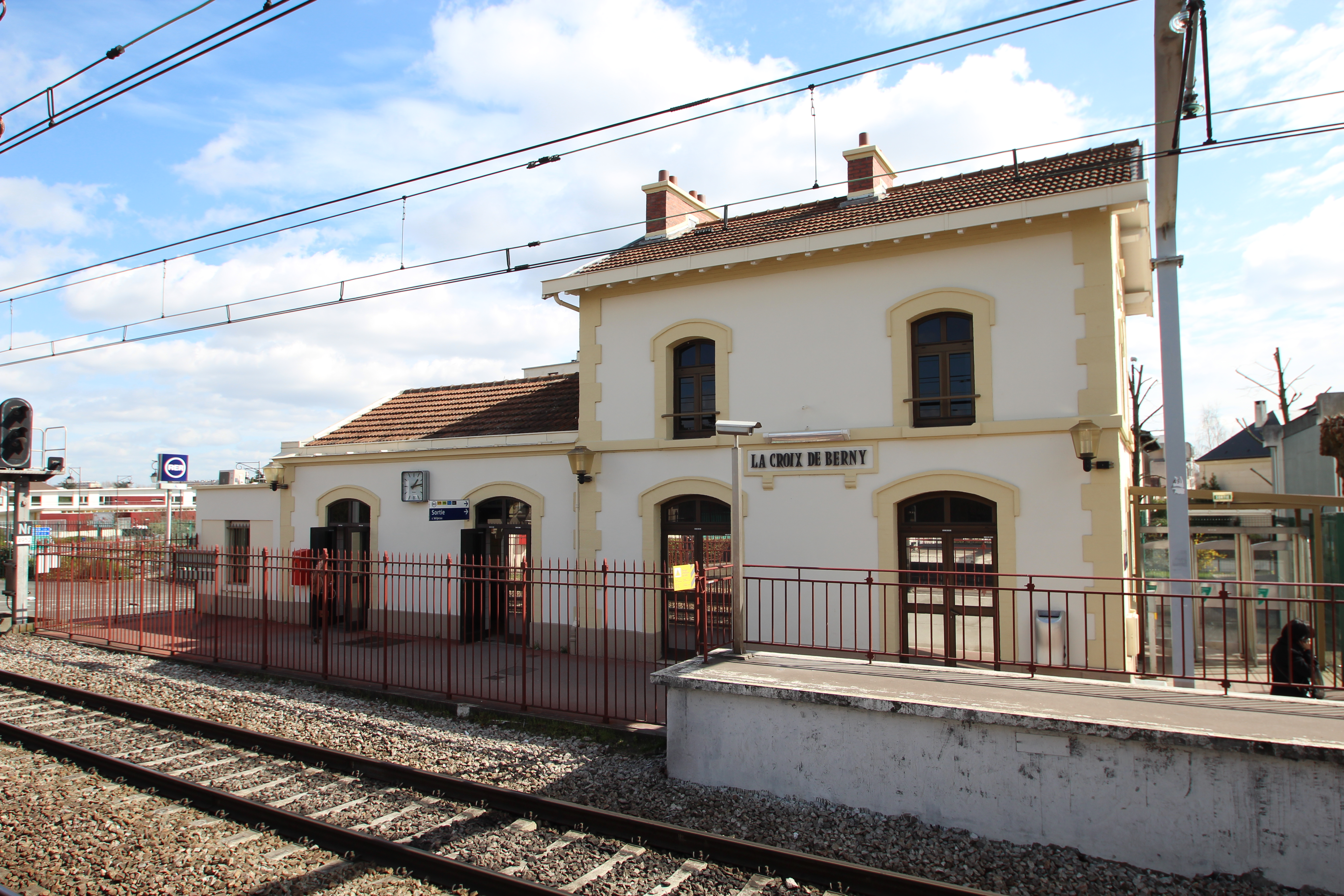
Bâtiment principal.
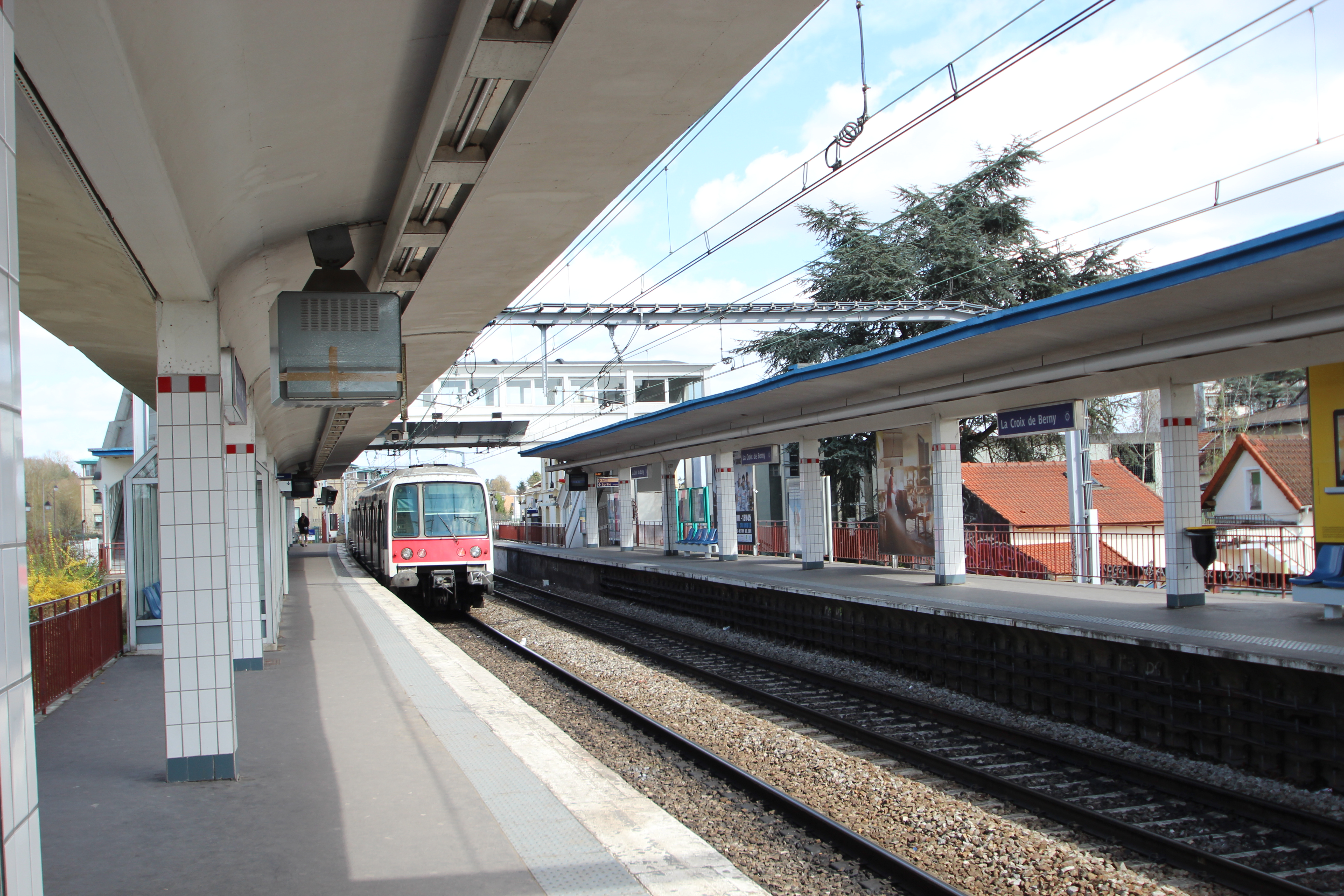
Vue en direction de Paris.
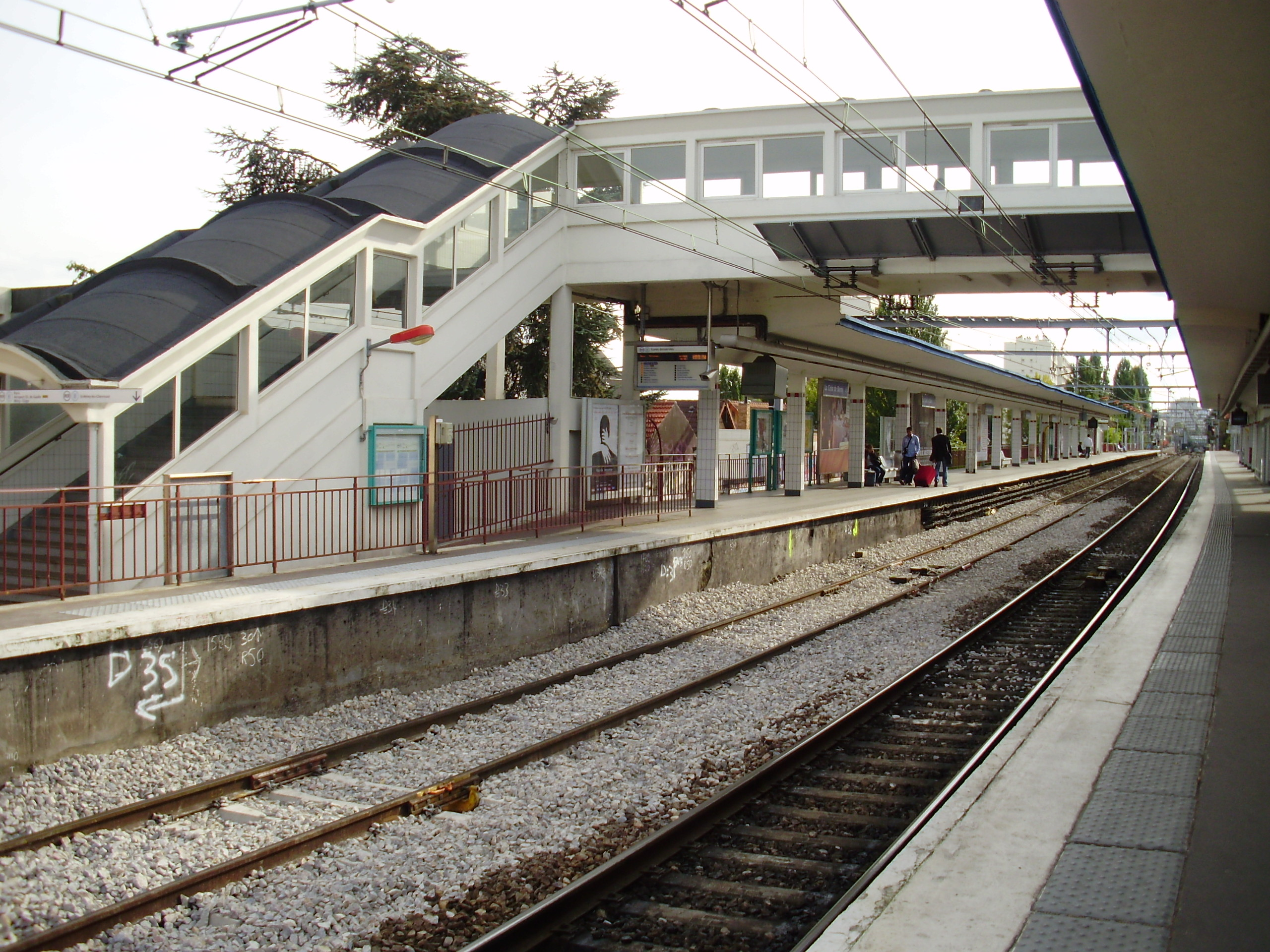
Vue en direction de Saint-Rémy-lès-Chevreuse depuis la tête du quai pour Aéroport CDG 2/Mitry - Claye.

### Après restauration de 2021

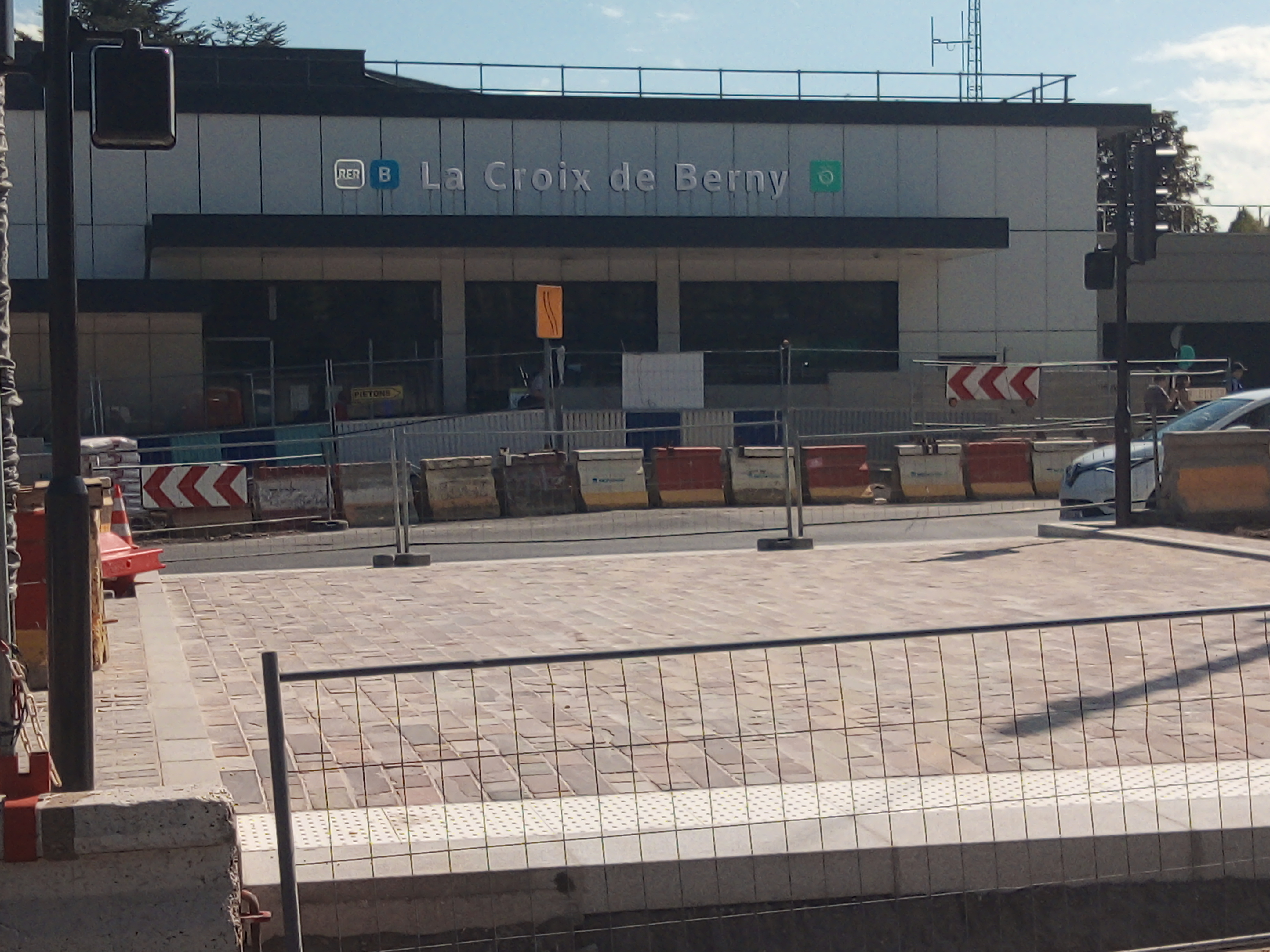
Accès avenue du général de Gaulle.
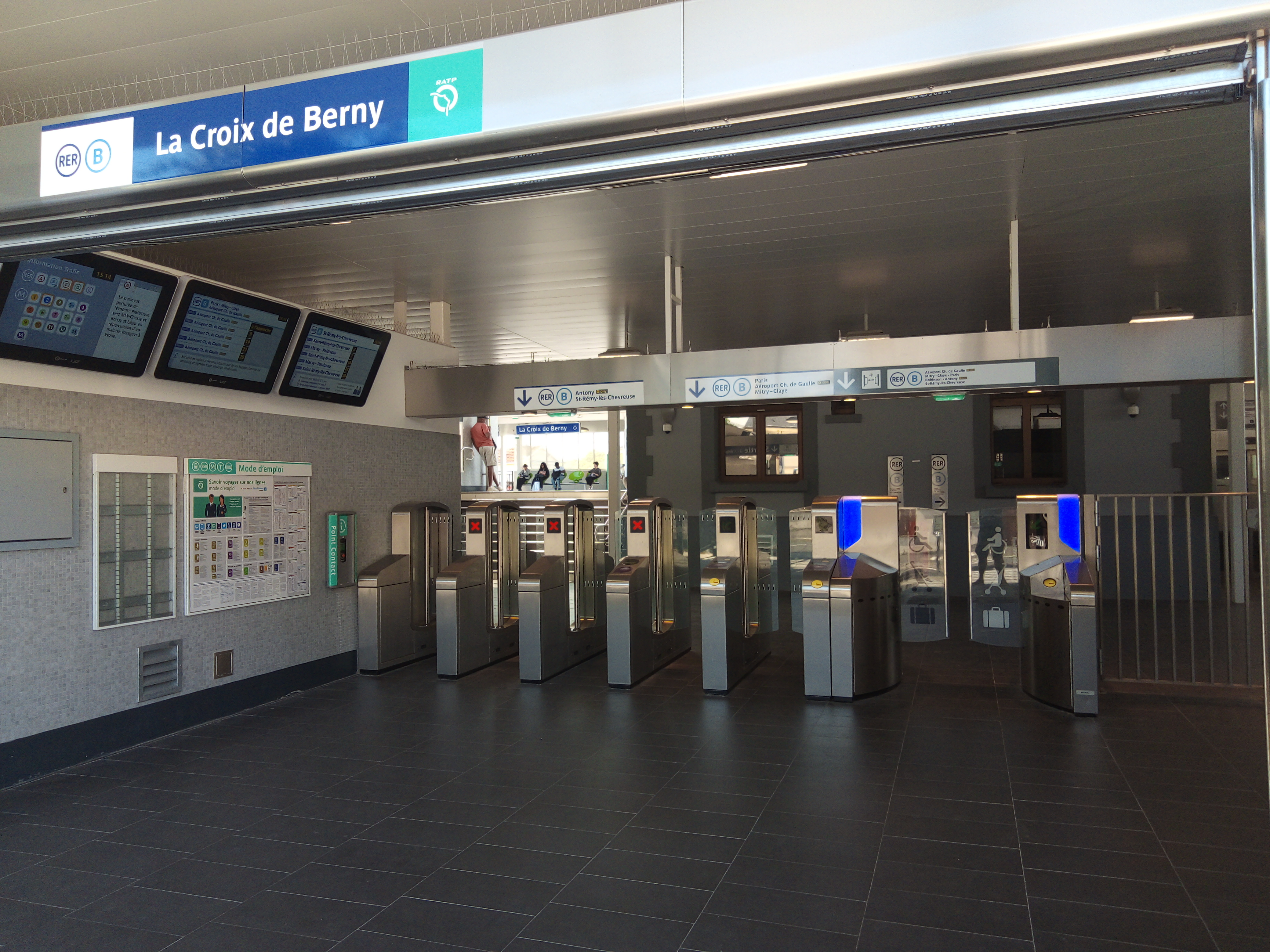
Accès rue Velpeau.
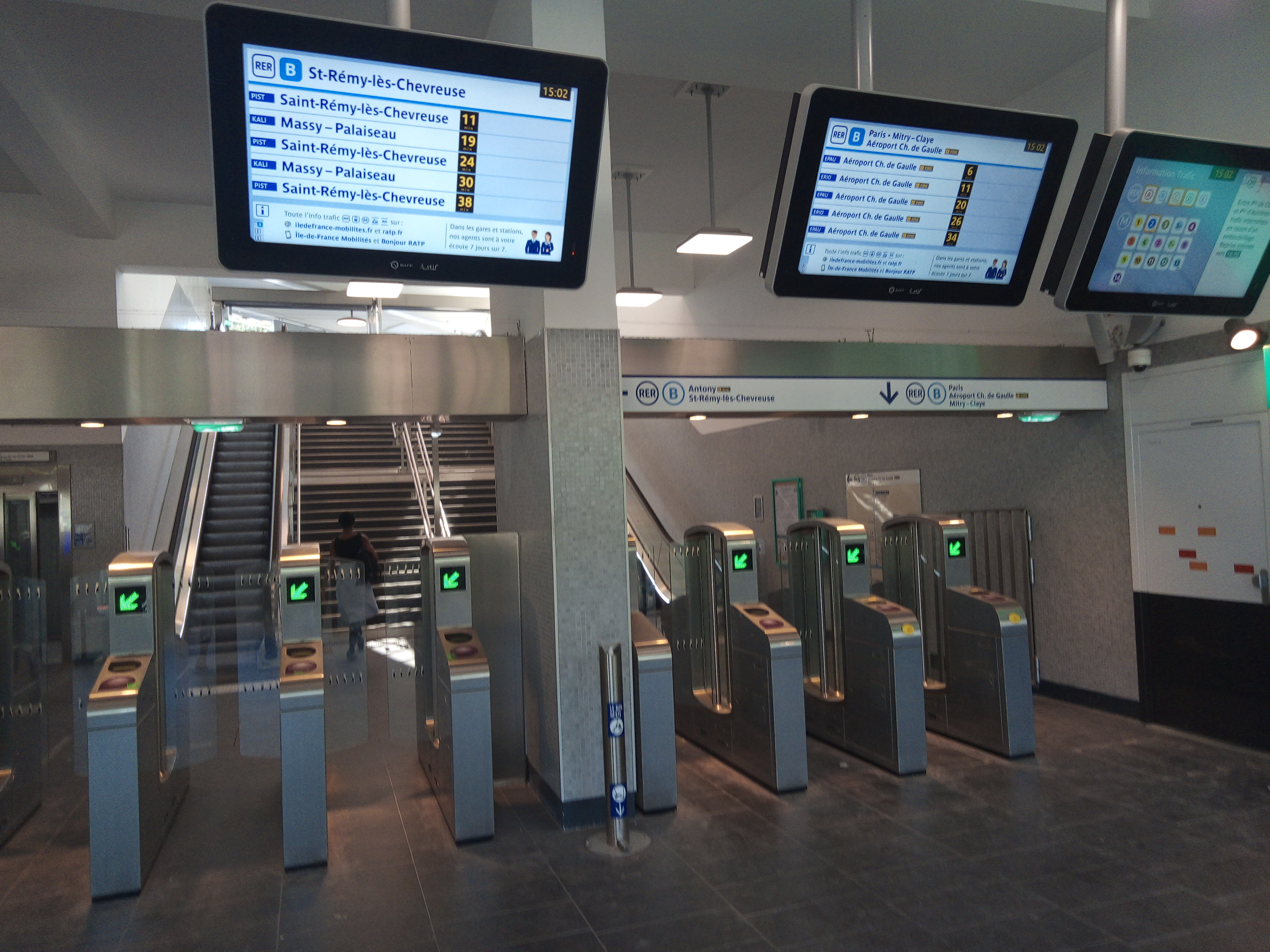
Salle d'échanges niveau bas.
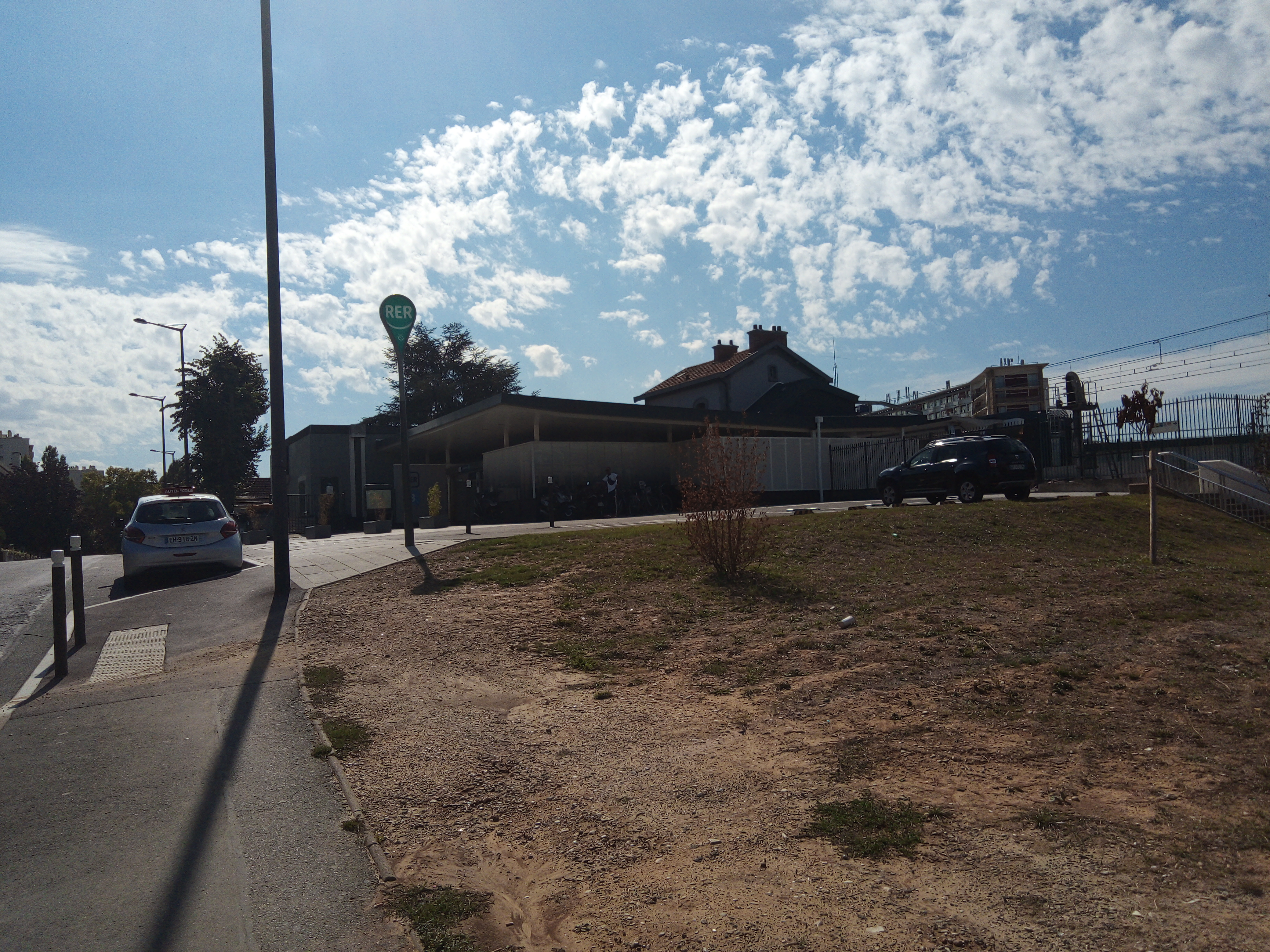
Vue générale depuis la rue Velpeau.